# سويقة (محافظة خيبر)
سويقة قرية من قرى محافظة خيبر في منطقة المدينة المنورة في السعودية، تقع شمال المدينة المنورة